# 太田治子

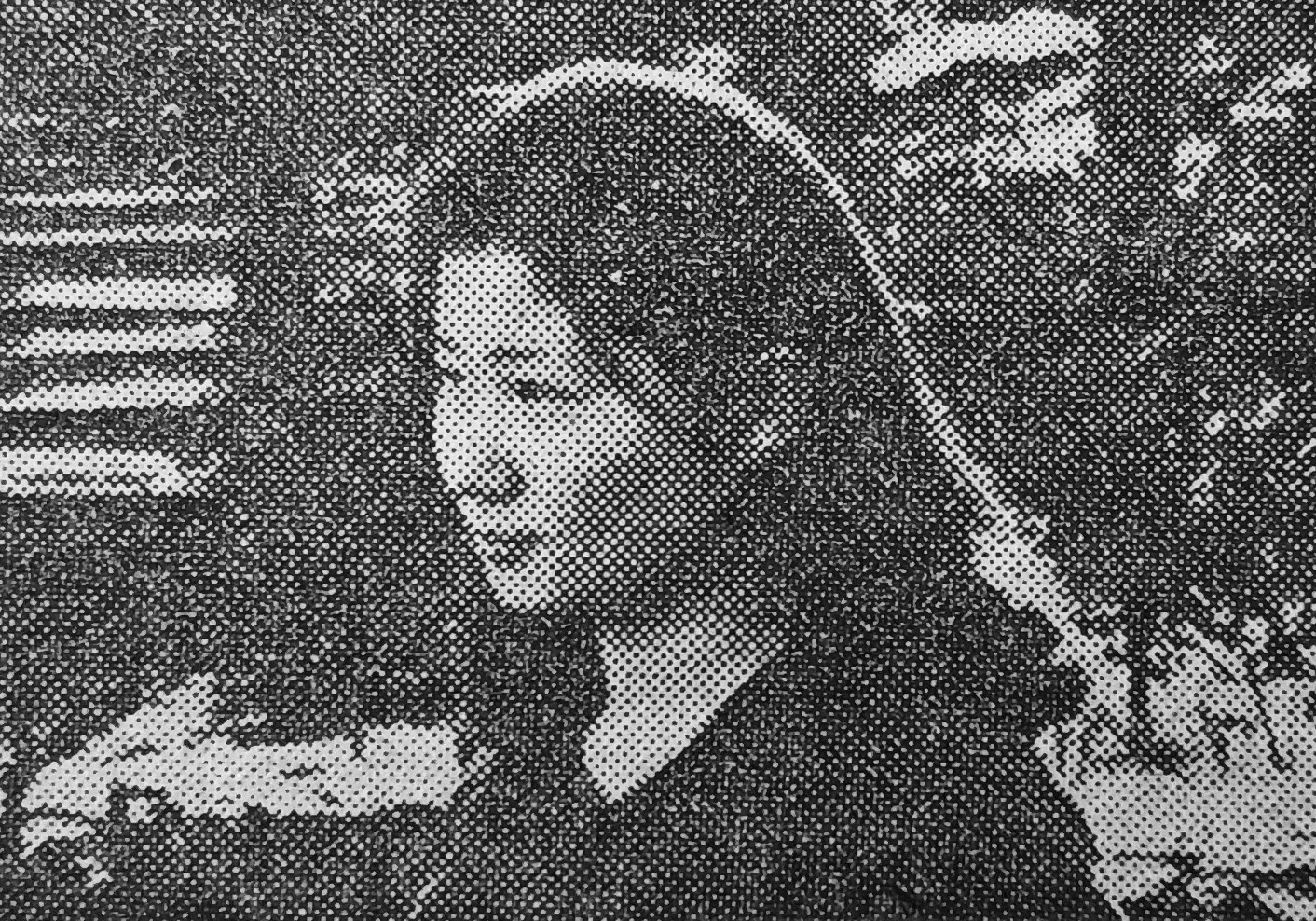
太田治子（1967年）

太田 治子（おおた はるこ、1947年〈昭和22年〉11月12日 - ）は、日本の作家。神奈川県小田原市生まれ。日本ペンクラブ会員。

## 経歴
父は太宰治、母は太宰の代表作「斜陽」の主人公「かず子｣のモデルとなった太田静子。当時妻子のいた太宰は文学を志す静子との関係が生じ、生まれてきた娘に、「治」の一字を与えて認知した。翌年、太宰は玉川上水で自殺し、以後は炊事婦や寮母など働きづめで生計を立ててくれた静子や静子の兄弟らの愛情・支援のもと育つ。私立青葉女子学園高等学校（東京都世田谷区世田谷。1988年頃に廃校）を経て明治学院大学文学部（英米文学）卒業。

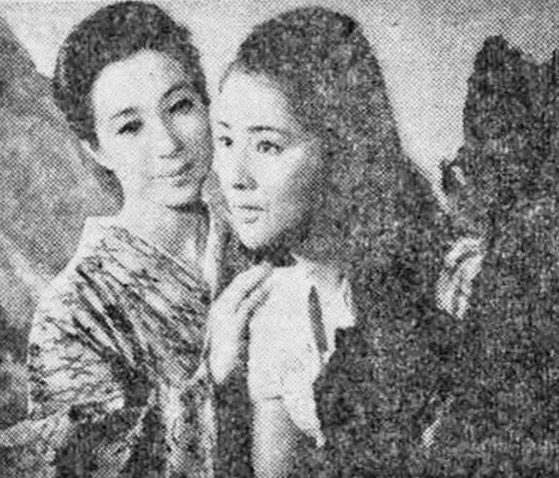
1967年、『手記』を原作とする映画『斜陽のおもかげ』が公開された。新珠三千代と吉永小百合。

1967年、紀行文『津軽』で婦人公論読者賞を受賞。その後刊行した『手記』は、吉永小百合主演でラジオ化、映画化された（『斜陽のおもかげ』）。
1972年、110枚の小説「私のハムレット」を『新潮』に載せたが、一行の批評も出なかった。
幼い頃から静子の影響で絵画に親しみ、それが元で1976年からNHK『日曜美術館』の初代アシスタントを3年間務める。美術に造詣が深く、多くの美術書やエッセイ、フィクションを著する。　
1982年11月24日、母・静子が死去（享年69）。
1985年2月20日、母の思い出をつづった『心映えの記』（中央公論社）を刊行。第93回直木賞の候補に選ばれ、1986年1月、第1回坪田譲治文学賞を受賞した。
私生活では長く独身を通していたが、これは太田自身の出生の経緯や母・静子の肝臓癌発覚による看護・死去による。30代後半に編集者である知人の紹介で見合い結婚をし、1987年に女児（万里子）を出産したが2004年に離婚した。

## 著書
- 『手記（十七歳のノート）』新潮社、1967
- 『青春失恋記』新潮社、1979　のち文庫
- 『空色のアルバム』構想社、1979　のち集英社文庫、新編・小学館
- 『ノスタルジア美術館』求龍堂 1981
- 『マリちゃんの人魚姫』学校図書(学図の新しい創作シリーズ) 1982
- 『窓をふくエラちゃん 太田治子の童話館』講談社 1984
- 『母の万年筆』朝日新聞社、1984　のち文庫
- 『心映えの記』中央公論社、1985　のち文庫、小学館
- 『私のヨーロッパ美術紀行』朝日新聞社 1985　のち文庫
- 『気ままなお弁当箱』中央公論社 1989　のち文庫
- 『ふたりの散歩道』PHP研究所、1990　「幸せの青いコオト」文庫
- 『万里子と私の美術館』朝日新聞社、1992　のち文庫
- 『ガルボ・ハット 母と娘とわたしの時間』六興出版 1992　のちPHP文庫
- 『天使と悪魔』朝日新聞社、1994　「万里子の色鉛筆」文庫
- 『空からの花束』中央公論社 1996
- 『空の上のお星さま』清流出版 1998
- 『絵の中の人生』新潮選書、1999
- 『青い絵葉書』新潮社、2001
- 『花の見た夢』講談社、2002
- 『星空のおくりもの』新潮社 2003
- 『風の見た夢』講談社 2004
- 『恋する手』講談社 2005
- 『小さな神さま』朝日新聞社 2007
- 『明治・大正・昭和のベストセラー』日本放送出版協会(NHKシリーズ) 2007
- 『石の花 林芙美子の真実』[注釈 1]筑摩書房 2008
- 『明るい方へ　父・太宰治と母・太田静子』朝日新聞出版、2009。朝日文庫、2012。新編[10]・ちくま文庫、2025
- 『時こそ今は』筑摩書房、2011
- 『夢さめみれば　近代日本洋画の父・浅井忠』朝日新聞出版、2012
- 『星はらはらと 二葉亭四迷の明治』中日新聞社 2016
- 『湘南幻想美術館 湘南の名画から紡ぐストーリー』かまくら春秋社 2019
- 『幻想美術館　名画から紡ぐストーリー』かまくら春秋社 2024

共著
- 『言いだしかねて 父、太宰治そして愛、家庭を語る　太田治子対談集』主婦の友社 1982
- 『いまこそ私は原発に反対します。』、『ダチョウの父』、日本ペンクラブ編、平凡社 2012
- 『花をめぐる物語』かまくら春秋社 2015

安西篤子,尾崎左永子,小池昌代,馬場あき子,星野椿共著
朗読
- 『新約・古典ギリシヤ語の読み方(<カセット+テキスト>)』蛭沼寿雄、山本書店、1974、付属カセットテープのギリシャ語朗読

## 出演

### テレビ
- ETV特集「斜陽」への旅 -太宰治と太田静子の真実-（2009年10月4日、NHK教育テレビ）

## 関連作品
- 斜陽のおもかげ - 1967年に公開された、治子の『手記』を原作とする映画。斎藤光正監督、吉永小百合主演。